# Exilarque

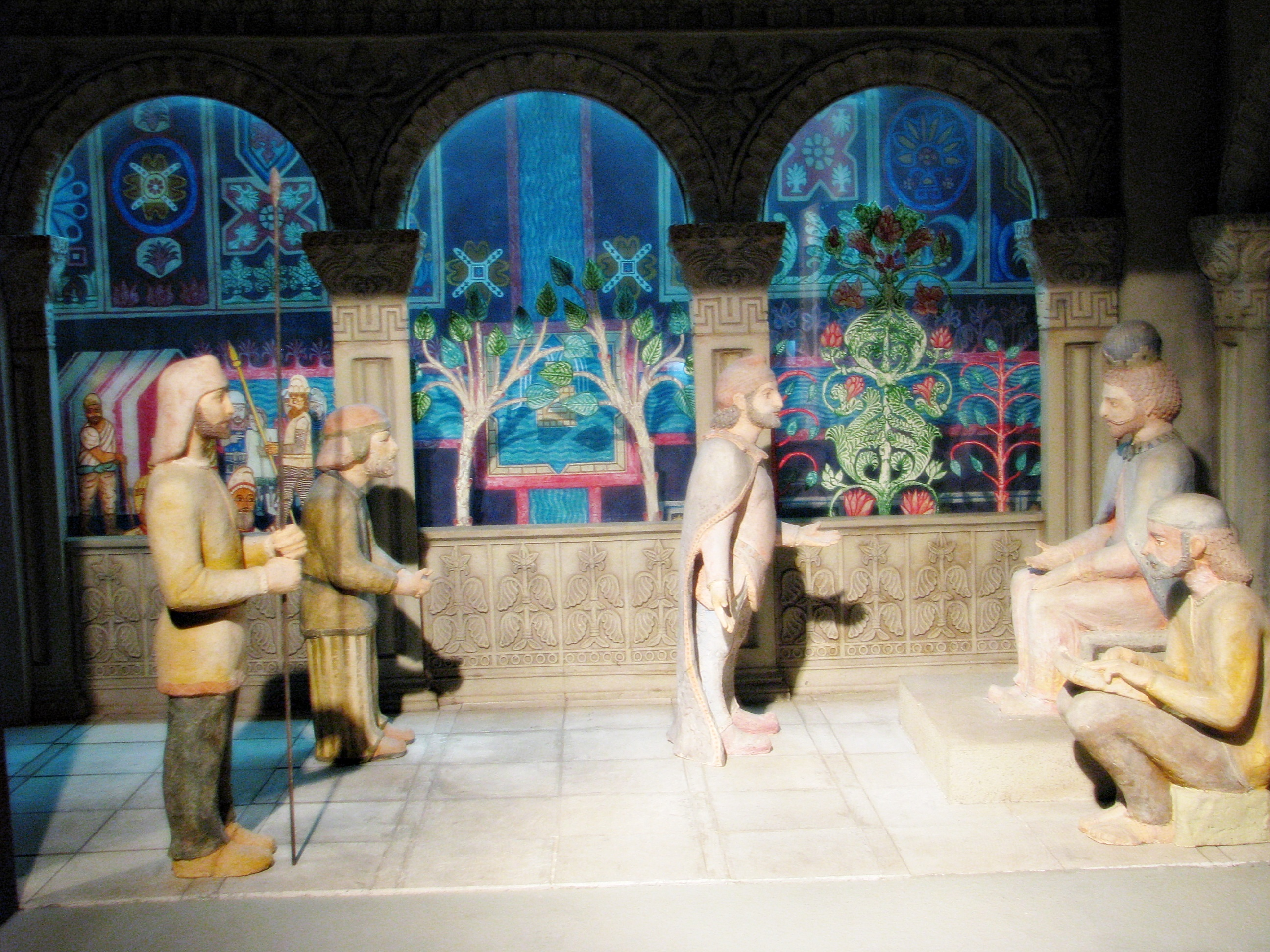
L'exilarque Huna recevant les anciens dans sa villa de style perse - Musée de la diaspora de Tel Aviv.

Le « chef de l'exil » (araméen ריש גלותא Resh Galouta ; grec : Αἰχμαλωτάρχης Aicmalotarquis ; hébreu ראש הגולה Rosh HaGola, les termes de gola ou galout étant circonscrits à la Babylonie) ou exilarque, était le représentant officiel du puissant judaïsme babylonien auprès des autorités locales. 
Il occupait une position honorée, reconnue par l'État, qui s'accompagnait de privilèges et prérogatives, comme la nomination des deux Gueonim (chefs des académies talmudiques de Babylonie).
L'origine de l'exilarcat n'est pas connue avec certitude : la tradition la fait remonter à Joaichin, mais les premiers documents historiques qui en font mention sont bien postérieurs, datant de la fin du IIe siècle, sous l'empire parthe. En tout cas, la dignité se transmettait de façon héréditaire, au sein d'une famille qui faisait remonter son ascendance à la Maison de David, et que les Juifs babyloniens considéraient, au moins depuis l'époque du Talmud, comme telle. Elle s'accompagnait de certaines prérogatives, dont la nomination des directeurs des académies talmudiques babyloniennes. Il n'est d'ailleurs pas rare de voir l'exilarque occuper une haute position académique.
La fonction se poursuit jusqu'au milieu du VIe siècle, sous le régime des Arsacides et des Sassanides, jusqu'à ce que Mar Zoutra érige un État politiquement indépendant qu'il dirige depuis Mahoza pendant environ 7 ans. Il fut promptement réduit par Kavadh Ier, roi de Perse, qui voulait réunifier son empire. Une première époque de l'exilarcat s'achève.
L'exilarcat est restauré au VIIe siècle, sous l'empire arabe. Le Ras al-Yahoud (« Prince des Juifs ») est un personnage important de la cour, traité avec grande pompe et honneur. Cependant, son autorité effective est minée, d'une part par les réformateurs karaïtes, qui désignent leurs propres contre-exilarques, d'autre part par les Gueonim. Ceux-ci, « parfois soutenus par les banquiers de la cour, montent en puissance. Certes, la fonction de rosh ha-gola perdure, mais l'essentiel de ses fonctions séculières passe au Xe siècle aux ghe'onim ». Assez largement vidé de ses pouvoirs, l'exilarcat disparait au XIVe siècle, après 12 siècles d'existence, bien que diverses tentatives soient menées pour ressusciter la fonction en dehors de la Babylonie.

## Histoire des exilarques et de l'exilarcat

### Les débuts de l'exilarcat
Une chronique rédigée vers l'an 800, le Seder 'Olam Zouṭa, est la seule source sur les débuts de l'institution. Selon ce texte, le premier exilarque ne serait autre que Joaichin, dernier roi de Juda, mais d'ascendance davidique, dont se réclament tous les exilarques ultérieurs. L'arrivée du roi captif à la cour d'Evil-Merodach, incident de l'exil babylonien qui clôt le Deuxième Livre des Rois semblerait marquer, selon le chroniqueur, les débuts de l'exilarquat.
Même sans arbre généalogique authentifié de la famille des exilarques, il ne leur aurait pas été difficile de se trouver une ascendance avec Joaichin, puisqu'une liste des descendants du roi est fournie dans I Chroniques 3:17 et suivants. Un commentaire sur les Chroniques provenant de l'école de Saadia cite l'opinion de Juda ibn Ḳoreish, selon laquelle cette liste aurait été ajoutée à la fin de la période du Second Temple, comme le pense par ailleurs l'auteur du Seder Olam Zoutta. Cette liste est en effet synchroniquement reliée à l'histoire du Second Temple, le onzième exilarque Shekhanya étant mentionné comme ayant vécu au temps de la Destruction du Temple.
Suit la liste de ses prédécesseurs à cette fonction : Salathiel (ou Shaltiel) (en), Zeroubavel, Meshoullam, Hananya, Berekhya, Hassadya, Yeshaya, Ovadia et Shemaya. Sont également mentionnés dans les Chroniques deux descendants de David, Hizqiya et Akkoub, ayant exercé la fonction d'exilarque avant que la dignité ne soit créée, suivis de Nahoum, avec lequel la partie authentifiable, sinon authentique, de la liste débute. Nahoum est peut-être contemporain des persécutions menées par Hadrien (vers 135 de l'ère commune), la période à laquelle les premières allusions ayant trait à l'existence de la dignité d'exilarque sont retrouvées dans la littérature juive traditionnelle : lors de ces persécutions, Hananya, enseignant palestinien de la Loi et neveu du fameux Yehochoua ben Hanania, mène une tentative (avortée) d'établir en Babylonie, à Nehar Peqod, un centre d'étude indépendant de celui de la terre d'Israël ; un certain Aḥiya est à cette occasion mentionné comme chef temporel des Juifs babyloniens, c'est-à-dire l'exilarque. Comme, selon une autre source, ce chef s'appelle Neḥounyon, Lazarus ne juge pas improbable qu'il puisse s'agir du Nahoum sus-mentionné.
Les exilarques sont ensuite mentionnés indirectement, lorsque Rabbi Nathan, membre de la maison de l'exilarque, monte en terre d'Israël afin de redresser le centre palestinien, et devient l'un des Sages les plus éminents de sa génération. Son ascendance davidique suggère alors à Rabbi Meïr de faire nommer le Sage Babylonien à la tête du Sanhédrin et d'en destituer le patriarche hillélite Siméon II ben Gamaliel ; la conspiration échoue cependant. Si Rabbi Meïr est ostracisé, et qu'il est décrété qu'aucun enseignement des Sages ne peut être rapporté à son nom, Rabbi Nathan devient, après une courte période de disgrâce, confident de la maison patriarcale, et gagne même les faveurs du fils de Siméon II, Rabbi Juda Hanassi. La tentative de Rabbi Meïr avait cependant fait craindre à Juda que l'exilarque ne monte de Babylone pour revendiquer le poste du patriarche, et il en fait part à son élève Ḥiyya, disant qu'il serait prêt à rendre hommage à l'exilarque, mais pas à lui céder le patriarcat. Dans le même passage, alors qu'on mène à Jérusalem la dépouille mortelle de Houna, premier exilarque à être mentionné comme tel (c'est-à-dire Resh Galouta) dans la littérature talmudique, Ḥiyya s'attire le courroux de Juda, en lui disant « Houna est là. »
Cette rivalité entre patriarches et exilarques est un thème fréquent de la littérature tannaïtique : tantôt, un Sage se complaît, sous prétexte d'une exégèse de Gen. 49:10, à contraster les exilarques babyloniens qui s'assurent la mainmise sur le peuple au moyen d'une main de fer, tandis que les descendants de Hillel enseignent en public), tantôt les fils de Ḥiyya, commentant sur cette exégèse à la table de Juda, concluent que « le Messie ne peut apparaître avant que l'exilarcat de Babylone et le patriarcat de Jérusalem n'aient pris fin. »

### Les exilarques de l'ère talmudique
De façon curieuse, le Houna mentionné plus haut comme contemporain de Juda Hanassi, que le Talmud appelle Rav Houna, est inconnu du Seder 'Olam Zouṭa, selon lequel Nahoum aurait eu pour successeurs son frère Yohanan et le fils de celui-ci, Shaphat, suivis par 'Anan. L'identification de Houna à Anan ne serait cependant pas douteuse, car c'est sous le règne de son successeur, Nathan 'Ouḳban, dit Mar Ouḳba, qu'ont lieu la chute des Arsacides, l'établissement des Sassanides (en 226 de l'ère commune) et la marche des Perses sur l'Empire romain (« en l'an 166, » c'est-à-dire environ 234 de l'ère commune selon le Seder 'Olam Zouṭa).

#### La lignée de Mar 'Oukba
Nathan 'Ouḳban est une figure éminente du judaïsme babylonien de son temps, ayant occupé avant son accession à la dignité d'exilarque, une position des plus éminentes parmi les sages juifs de Babylonie. Ses maitres, Rav et Shmouel, seront également les conseillers de son fils et successeur, Houna II. C'est au temps de Houna II qu'Odénat, appelé Papa ben Nesser dans les sources juives babyloniennes, détruit l'académie de Nehardea. 
Le fils et successeur de Houna, Nathan, appelé Mar 'Ouḳban comme son grand-père, a pour conseillers Rav Juda et Rav Chechet. Le Talmud consigne sa correspondance avec Eléazar ben Pedat. Il est suivi par son frère (et non son fils, comme l'indique le Seder 'Olam Zouṭa) Nehemia, qui est conseillé par Shezbi. Selon le Talmud, « Rabbenou Nehemia » et son frère, « Rabbenou 'Ouḳban » seraient les fils de la sœur de Rav, ce qui fait de Houna II le beau-frère de ce dernier.